# Batyrevo
Batyrevo (in russo  Батырево?; in ciuvascio: Патăрьел; in tataro: Батыр, Batır) è un villaggio della Russia europea centrale, capoluogo del distretto Batyrevskij nella Repubblica dei Ciuvasci. Aveva una popolazione di 5281 abitanti nel 2021.
Si trova sul fiume Bula, 132 chilometri a sud di Čeboksary e 56 km a sud di Kanaš.